# Jani Virtanen

Jani Virtanen (Turku, 6 de maio de 1988) é um futebolista finlandês que atualmente joga na Jyväskylän Jalkapalloklubi Finlândia